# عز أباد (خبريز)
عز أباد (بالفارسية: عزآباد) هي قرية تقع في إيران في قسم خبریز الريفي. يقدر عدد سكانها بـ 133 نسمة بحسب إحصاء 2016.